# Banda de 20m
La banda de 20 m es una banda de radioaficionado excelente para los DX durante casi todo el año.

## Uso
La banda de 20 m es la banda reina del DX, por varias razones:
- Es casi siempre utilizable por propagación via capa F2, permitiendo magníficos contactos lejanos
- El ruido de la banda es muy bajo
- El ancho de banda es de  350 kHz

Es la primera banda alta, caracterizada por su desaparición por falta de ionización durante la noche, y por la poca absorción de la capa D.

## Antenas
Al igual que en todas las bandas HF, el tamaño de las antenas es una dificultad práctica encontrada por los radioaficionados en ciudad. En efecto, un dipolo para esta banda mide unos 10 m. Quienes por esta razón no pueden instalar una antena dipolo o una antena Yagi, utilizan antenas verticales, antenas dipolo acortadas eléctricamente, antenas sloper (inclinadas) o bien antenas en V invertida.
Habitualmente, las antenas para la banda de 20 m son antenas multibandas, aprovechando la favorable relación de frecuencias con la banda de 10 m y con la banda de 40 m. Hay dipolos y también yagis tribanda para 10, 15 y 20 m.

## Propagación
A diferencia de las bandas bajas de 160, 80 y 40 m, sufre muy poca absorción por parte de la capa D. Al mismo tiempo, es una banda que aprovecha favorablemente durante el día y durante la noche la capa F. Por esa razón, es una banda muy favorable para el DX.
De vez en cuando, se pueden realizar contactos de corta distancia gracias a la reflexión en capa E.
En invierno, la banda se cierra rápidamente por falta de ionización; eso hace que la mejor época para hacer contactos sea entre la primavera y el otoño.
En verano, contactos DX por la capa F2 de la ionosfera son posibles durante las 24 horas.

## Ancho de banda

### Región 1
En la Región 1 IARU: de 14,000 a 14,350 MHz

### Región 2
En la Región 2 IARU:  de 14,000 a 14,350 MHz

### Región 3
En la Región 3 IARU: de 14,000 a 14,350 MHz
- Datos: Q210648